# Peucetia transvaalica
Peucetia transvaalica là một loài nhện trong họ Oxyopidae.
Loài này thuộc chi Peucetia. Peucetia transvaalica được Eugène Simon miêu tả năm 1896.